# Резолюция Совета Безопасности ООН 1072
Резолюция Совета Безопасности Организации Объединённых Наций 1072 (код — S/RES/1072), принятая 30 августа 1996 года, после подтверждения всех резолюций и заявлений Председателя Совета Безопасности ООН о гражданской войне в Бурунди Совет обсудил усилия по политическому урегулированию конфликта в стране.
Совет осудил попытку военного переворота и выразил обеспокоенность гуманитарной ситуацией в стране, которая характеризовалась убийствами, расправами, пытками и произвольными задержаниями, что угрожало миру и стабильности в районе африканских Великих озёр. Были осуждены нападения на сотрудников гуманитарных организаций, и подчеркнута необходимость создания коридоров для гуманитарной помощи. Тем временем предпринимались попытки возобновить диалог и начать переговоры, поскольку Совет отметил, что в резолюции 1040 (1996) против Бурунди могут быть введены дополнительные меры.
Свержение законного правительства и конституционного порядка в Бурунди было осуждено. К режиму был обращен призыв восстановить конституционный порядок и Национальное собрание, а также снять запрет на деятельность политических партий. Все военные действия должны были быть немедленно прекращены, и было предложено созвать конференцию по региональной стабильности.
В резолюции говорилось, что вопрос будет вновь рассмотрен 31 октября 1996 года, и содержалась просьба к Генеральному секретарю ООН Бутросу Бутросу-Гали доложить к этому времени о ситуации в Бурунди, включая состояние переговоров. Если прогресс будет незначительным или его не будет, то в соответствии с Уставом ООН будет рассмотрен вопрос о возможном эмбарго на поставки оружия и ограничениях в отношении лидеров режима.